# Тані Олувасеї
Тані Олувасеї (англ. Tani Oluwaseyi; нар. 15 травня 2000, Абуджа) — канадський футболіст, нападник клубу МЛС «Міннесота Юнайтед» та національної збірної Канади.

## Клубна кар'єра
Тані Олувасеї народився 2000 року в місті Абуджа, в дитинстві перебрався з родиною до Канади. Займався футболом в американській юнацькі команді «ДжіПС Академі», у 2018—2021 роках грав за університетську команду «Сен-Джонс Ред Сторм». У 2021 році дебютував за команду другої ліги USL «Манхеттен», в якій того року взяв участь у 2 матчах чемпіонату.
У 2022 році Тані Олувасеї перейшов до клубу МЛС «Міннесота Юнайтед», проте у перший рік контракту канадський футболіст грав переважно за резервну команду клубу |«Міннесота Юнайтед-2», а в 2023 році грав також у оренді в клубі «Сан-Антоніо», де відзначився 17 забитими голами в 25 проведених матчах. У 2024 році Олувасеї повернувся до «Міннесота Юнайтед», де цього разу став гравцем основного складу команди.

## Виступи за збірну
У 2024 році Тані Олувасеї дебютував у складі національної збірної Канади. У складі збірної був учасником розіграшу Кубка Америки 2024 року у США. Станом на листопад 2024 року зіграв у складі збірної 9 матчів, у яких забитими м'ячами не відзначився.